# 알렉세예우
알렉세예우(우크라이나어: Алєксєєв, 본명: 미키타 볼로디미로비치 알렉세예우(우크라이나어: Микита Володимирович Алєксєєв, 러시아어: Никита Владимирович Алексеев 니키타 블라디미로비치 알렉세예프[*]), 1993년 5월 18일 ~ )는 우크라이나의 가수이다. 유로비전 송 콘테스트 2018에서 벨라루스 대표로 참가했다.